# 罗绍基
罗绍基（1933年12月1日—），出生于广东广州，籍贯广东南海，中国发电工程专家，中国工程院院士。

## 生平
1955年8月毕业于清华大学。1999年当选为中国工程院院士。